# Hyllini
Hyllini è una tribù di ragni appartenente alla sottofamiglia Plexippinae della famiglia Salticidae dell'ordine Araneae della classe Arachnida.

## Distribuzione
I 6 generi oggi noti di questa tribù hanno un'ampia diffusione in Africa, Asia Brasile e Australia; il genere Evarcha è addirittura cosmopolita.

## Tassonomia
A dicembre 2010, gli aracnologi riconoscono 6 generi appartenenti a questa tribù:
- Brancus Simon, 1902 — Africa (6 specie)
- Diagondas Simon, 1902 —  Brasile (1 specie)
- Evarcha Simon, 1902 —  cosmopolita (63 specie)
- Hyllus C. L. Koch, 1846 — Africa, Asia, Australia (72 specie)
- Pachypoessa Simon, 1902 — Africa, Madagascar (2 specie)
- Philaeus Thorell, 1869 — Africa, Regione paleartica, Guatemala, Isole Galapagos (13 specie)

### Generi trasferiti
- Gangus Simon, 1902;[3]